# Karl-Ludwig Hoch
Karl-Ludwig Hoch (* 26. April 1929 in Dresden; † 27. August 2015 ebenda) war ein deutscher Kunsthistoriker, Theologe und Pfarrer. Er war vor allem als Verfasser des Rufes aus Dresden bekannt.

## Leben
Karl-Ludwig Hoch wuchs in Dresden-Loschwitz auf, studierte Evangelische Theologie und Kunstgeschichte und wurde 1981 an der Universität Leipzig mit einer Untersuchung über Caspar David Friedrichs Frömmigkeit und seine Ehrfurcht vor der Natur in Theologie promoviert. Als Pfarrer war er in verschiedenen Gemeinden (Hosterwitz, Cotta, Dreikönigskirche) tätig, darunter 35 Jahre lang in Dresden-Plauen. In der Kunstgeschichte spezialisierte er sich auf Caspar David Friedrich, über den er mehrere Monographien vorlegte. Er regte 1978 die Einrichtung des Museums zur Dresdner Frühromantik im Kügelgenhaus an.
Im November 1989 verfasste Hoch die Urfassung des Ruf aus Dresden, eines Aufrufs, der den Wiederaufbau der Dresdner Frauenkirche beförderte.
Hoch starb am 27. August 2015 im Alter von 86 Jahren in seiner Heimatstadt Dresden. Er wurde am 4. September auf dem Loschwitzer Friedhof beigesetzt.

## Auszeichnungen
- 2000: Sächsischer Verdienstorden[6]
- Ehrenmedaille der Deutsch-Britischen Gesellschaft

## Publikationen (Auswahl)
- Caspar David Friedrichs Frömmigkeit und seine Ehrfurcht vor der Natur (Dissertation), 1981 Leipzig
- Caspar David Friedrich – unbekannte Dokumente seines Lebens, Verlag der Kunst, 1985 Dresden
- Caspar David Friedrich und die böhmischen Berge, Verlag der Kunst, 1987 Dresden
- Caspar David Friedrich in Böhmen. Bergsymbolik in der romantischen Malerei, Kohlhammer, 1990 Stuttgart
- Caspar David Friedrich in der Sächsischen Schweiz, Verlag der Kunst, 1996 Dresden